# دورة حياة النظام
دورة حياة نظام المعلومات (بالإنجليزية:system lifecycle) في هندسة الأنظمة، هو فحص النظام أو اقتراح النظام الذي يتناول جميع مراحل وجوده ليتضمن: مفهوم النظام، التصميم والتطوير، الإنتاج أو البناء، التوزيع، التشغيل، الصيانة والدعم، التقاعد، التخلص التدريجي ثم التخلص النهائي منه.

## نظرة عامة
وتتكون دورة حياة تطوير نظم عدد من مراحل العمل واضحة المعالم ومتميزة والتي تستخدم من قبل مهندسيني الأنظمة ومطوري أنظمة التخطيط وتصميم وبناء واختبار وتقديم نظم المعلومات. مثل أي شيء أن يتم تصنيعها على خط التجميع، تهدف SDLC لإنتاج أنظمة عالية الجودة التي تلبي أو تتجاوز توقعات العملاء، استنادا إلى متطلبات العملاء، من خلال توفير أنظمة التي تتحرك من خلال كل مرحلة محددة بوضوح، ضمن مقرر أطر زمنية وتقديرات التكلفة. أنظمة الحاسوب معقدة وكثيرا ما (وخاصة مع الارتفاع الأخير من هيكلية الخدمات الموجهة) ربط النظم التقليدية متعددة يحتمل توفيره من قبل بائعي البرامج المختلفة. لإدارة هذا المستوى من التعقيد، وقد تم إنشاء عدد من النماذج SDLC أو منهجيات، مثل «شلال» waterfall . «دوامة» "spiral". «تطوير البرمجيات رشيق». «النماذج الأولية السريعة». «تدريجية». و«مزامنة واستقرار». [4]
ويمكن وصف SDLC على طول الطيف من مرونة لتكرارية لمتسلسلة. منهجيات رشيقة، مثل XP وسكروم، والتركيز على العمليات وخفيفة الوزن والتي تسمح للتغيرات السريعة (بدون بالضرورة التالية نمط النهج SDLC) على طول دورة التنمية. منهجيات متكررة، مثل عملية عقلانية الموحدة وأنظمة ديناميكية طريقة تطوير، والتركيز على نطاق المشروع المحدود وتوسيع أو تحسين المنتجات من قبل تكرارات متعددة. نماذج متتابعة أو الكبيرة التصميم مقدما (BDUF)، مثل شلال، والتركيز على التخطيط الكامل والصحيح لتوجيه المشاريع الكبيرة والمخاطر التي يتعرض لها نتائج ناجحة وقابلة للتنبؤ [بحاجة لمصدر]. نماذج أخرى، مثل تطوير صورة بصرية مشوهة، تميل إلى التركيز على شكل من أشكال التنمية التي يسترشد نطاق المشروع والتكرار التكيفية للتنمية الميزة.
في إدارة المشاريع يمكن تعريف المشروع على حد سواء مع دورة حياة المشروع (PLC) وSDLC خلالها تحدث أنشطة مختلفة قليلا. وفقا لتايلور (2004) «تشمل دورة حياة المشروع جميع أنشطة المشروع، في حين تركز دورة حياة تطوير النظم في تحقيق متطلبات المنتج». [5]
يستخدم SDLC خلال تطوير مشروع تكنولوجيا المعلومات، فهو يصف المراحل المختلفة المشاركة في المشروع من لوحة الرسم، من خلال إنجاز المشروع.

## تاريخها
توضح دورة حياة المنتج عملية لبناء نظم المعلومات بطريقة مدروسة جدا ومنظمة ومنهجية، مؤكدا كل مرحلة من مراحل حياة المنتج. دورة حياة تطوير النظم، وفقا لإليوت وستراكان ورادفورد (2004) «، نشأت في 1960s، لتطوير أنظمة العمل وظيفية على نطاق واسع في عصر التكتلات التجارية الكبيرة الحجم. تدور أنشطة نظم معلومات معالجة البيانات حول الثقيل وعدد الطحن الروتين». [6]
وقد تم عدة أطر التنمية النظم القائمة جزئيا على SDLC، مثل تحليل النظم الهيكلية وطريقة التصميم (Ssadm) المنتجة لمكتب الحكومة البريطانية التجارة الحكومية في 1980s. منذ ذلك الحين، وفقا لإليوت (2004)، «نهج دورة الحياة التقليدية لتطوير النظم قد تم استبدال نحو متزايد مع النهج والأطر البديلة، التي حاولت التغلب على بعض أوجه القصور الكامنة في SDLC التقليدية». [6]

## المراحل
يوفر إطار دورة حياة تطوير النظام سلسلة من الأنشطة لمصممي ومطوري نظام لمتابعة. وهو يتألف من مجموعة من الخطوات أو المراحل التي في كل مرحلة من مراحل SDLC تستخدم نتائج سابقتها.
وSDLC تتمسك المراحل الهامة التي لا غنى عنها للمطورين، مثل التخطيط، والتحليل، والتصميم، والتنفيذ، وسيتم شرحها في القسم التالي. ويشمل تقييم النظام الحالي، وجمع المعلومات، ودراسة الجدوى والموافقة عليها الطلب. وقد تم إنشاء عدد من النماذج SDLC: شلال، نافورة، دوامة، وبناء وإصلاح، والنماذج الأولية السريعة، تدريجيا، وتزامن والاستقرار. أقدم من هذه، وأشهرها، هو نموذج الشلال: سلسلة من المراحل التي إخراج كل مرحلة يصبح المدخل الخاص بالخطوة التالية. ويمكن وصف هذه المراحل وتقسيم بطرق مختلفة، بما في ذلك ما يلي: [7]

### التحليل الأولي
المسعودي الهدف من المرحلة 1 هو إجراء تحليل أولي واقتراح الحلول البديلة، وصف التكاليف والفوائد وتقديم خطة أولية مع التوصيات.
إجراء تحليل أولي: في هذه الخطوة، تحتاج إلى معرفة أهداف المنظمة وطبيعة ونطاق المشكلة قيد الدراسة. حتى لو كان يشير فقط مشكلة لشريحة صغيرة من المنظمة نفسها فأنت بحاجة إلى معرفة ما هي أهداف المنظمة نفسها هي. ثم أنت بحاجة لمعرفة كيفية المشكلة قيد الدراسة يناسب معهم.
اقتراح الحلول البديلة: في حفر إلى أهداف المنظمة ومشاكل محددة، قد تكون قد غطت بالفعل بعض الحلول. اقتراحات بديلة قد يأتي من إجراء مقابلات مع الموظفين والعملاء والموردين و/ أو مستشارين. يمكنك أيضا دراسة ما تقوم به المنافسين. مع هذه البيانات، سيكون لديك ثلاثة خيارات: ترك النظام كما هو، تحسينه، أو تطوير نظام جديد.
وصف التكاليف والفوائد.

### تحليل النظام وتعريف المتطلبات
ومتطلبات تعريف: تعريف أهداف المشروع إلى وظائف محددة وعملية لتطبيق المقصود. هو عملية جمع وتفسير الوقائع، وتشخيص المشاكل واقتراح تحسينات على النظام. تحليل الاحتياجات من المعلومات للمستخدم النهائي وأيضا يزيل أي تضارب وعدم اكتمال هذه المتطلبات.
سلسلة من الخطوات المتبعة من قبل المطور هي: [8]
- مجموعة من الحقائق: يتم الحصول على متطلبات المستخدم النهائي من خلال الوثائق وإجراء المقابلات مع العملاء، والمراقبة والاستبيانات،

التدقيق في النظام القائم: تحديد إيجابيات وسلبيات النظام الحالي في نفس المكان، وذلك للمضي قدما في الايجابيات وتجنب السلبيات في النظام الجديد.
تحليل النظام المقترح: عُثِر على حلول لأوجه القصور في الخطوة الثانية، وتستخدم أي مقترحات محددة من المستخدمين لإعداد المواصفات.

## أنواع المخططات المستخدمة في دورة حياة النظام
1. مخطط سير العمل data flow diagram
2. مخطط حالة الاستخدام Use case Daigram
3. مخطط الشجرة البيانية Tree Diagram
4. المخطط الهيكلي

## تصميم النظم
يصف الخصائص والعمليات في التفاصيل المطلوبة، بما في ذلك تخطيطات الشاشة، وقواعد العمل والرسوم البيانية العملية، شبة الكود وغيرها من الوثائق.

## التكامل والاختبار
يجلب جميع القطع معا في بيئة الاختبار الخاصة، ثم يتحقق من وجود أخطاء، والبق والتشغيل البيني.
القبول وتركيبها ونشرها: المرحلة النهائية من التطوير الأولي، حيث يتم وضع البرامج في الإنتاج ويدير الأعمال الفعلي.

## الصيانة
خلال مرحلة صيانة SDLC، يتم تقييم النظام لضمان عدم عفا عليها الزمن. وهذا هو أيضا حيث يتم إجراء تغييرات على البرنامج المبدئي. أنها تنطوي على التقييم المستمر للنظام من حيث أدائها.

## تقييم
بعض الشركات لا ينظرون إلى هذا باعتباره مرحلة الرسمية للSDLC، ولكن هل هو جزء هام من دورة الحياة. خطوة التقييم هي امتداد للمرحلة الصيانة، ويمكن المشار إليها في بعض الدوائر كما مراجعة ما بعد التنفيذ. هذا هو المكان الذي يتم تقييم النظام الذي تم تطويره، فضلا عن العملية برمتها. بعض من الأسئلة التي تحتاج إلى إجابة ما يلي: لا النظام نفذت حديثا تلبية متطلبات الأعمال الأولية والأهداف؟ هو نظام موثوق بها والمتسامحة؟ لا وظيفة النظام وفقا لمتطلبات الوظيفية المعتمدة؟ بالإضافة إلى تقييم البرامج التي تم إصدارها، فمن المهم لتقييم فعالية عملية التنمية. إذا كان هناك أي جانب من جوانب العملية برمتها، أو مراحل معينة، أن الإدارة ليست راضية، وهذا هو الوقت لتحسين. تقييم وتقدير مسألة صعبة. ومع ذلك، يجب أن تعكس الشركة على هذه العملية، ومعالجة نقاط الضعف.
التخلص منها: في هذه المرحلة، ووضع خطط لنبذ نظام المعلومات، والأجهزة والبرامج في تحقيق الانتقال إلى النظام الجديد. والغرض هنا هو التحرك بشكل صحيح، الأرشيف، تجاهل أو تدمير المعلومات والأجهزة والبرمجيات التي يتم استبدالها، بطريقة تمنع أي إمكانية الكشف غير المصرح به للبيانات الحساسة. أنشطة التخلص ضمان الهجرة المناسبة لنظام جديد. ويولى اهتمام خاص لتحفظها على الوجه السليم وأرشفة البيانات التي تتم معالجتها من قبل النظام السابق. وينبغي أن يتم كل هذا وفقا للمتطلبات الأمنية للمنظمة.